# Gang dẻo
Gang dẻo (tiếng Anh: malleable iron hoặc malleable cast iron) là loại gang trắng được ủ trong thời gian dài (từ 70 đến 100 giờ đồng hồ liên tục) ở nhiệt độ từ 850 – 1050⁰C để tạo thành một loại gang có tính dẻo cao. Đây là vật liệu có độ bền cao, lại kế thừa được những tính chất tốt vốn có của gang, thậm chí có thể thay thế cho thép trong rất nhiều ứng dụng mà các loại gang khác không có khả năng.

## Lịch sử
Theo các nghiên cứu khoảng bốn thập kỷ trước của các nhà luyện kim và khảo cổ Trung Quốc thì gang dẻo (malleable cast iron) đã sớm được sử dụng ở Trung Quốc ít nhất là ba thế kỷ trước Công nguyên (TCN) và nó tiếp tục được sử dụng cho đền thế kỷ thứ 6 Công nguyên (CN) thì dần bị rơi vào quên lãng. Sau này, nó lại được du nhập trở lại từ phương Tây vào đầu thế kỷ 20. Nghiên cứu về kỹ thuật gang dẻo Trung Quốc cổ qua các di chỉ khảo cổ đã được giáo sư Hua Jeming xuất bản vào năm 1982. Ở Tây Âu, kỹ thuật gang dẻo ra đời chậm hơn rất nhiều. Người được cho là có công phát minh ra vật liệu này là Prince Rupert, người Anh, vào năm 1670. Nghiên cứu một cách có hệ thống về gang dẻo được thực hiện lần đầu tiên bởi René Antoine Ferchault de Réaumur, do Sisco và Smith dịch sang tiếng Anh và sau được xuất bản vào năm 1722.
Không ai biết Prince Rupert định dùng gang dẻo của ông vào mục đích gì, nhưng với Réaumur thì mục đích chính khi biến tính gang dẻo của ông là để làm mềm đi bề mặt sản phẩm gang đúc, khi đó bề mặt gang có thể dễ dàng được mài giũa cũng như trang trí bằng chạm khắc.
Sau đó, có lẽ đầu thế kỷ 19 các vật dụng bằng gang dẻo mới được sản xuất với quy mô lớn. Các vật dụng điển hình đã được chế tạo ở California vào năm 1884, gang dẻo được dùng thay cho sắt rèn. Trước khi có sự ra đời của gang dẻo và gang cầu thì họ hợp kim gang chỉ gồm hai loại là gang xám và gang trắng. Gang xám là gang có cacbon chủ yếu tồn tại ở dạng graphit còn gang trắng là loại gang mà cacbon của nó tồn rại ở dạng xe-men-tit (Fe3C) tấm. Khác với gang trắng gang dẻo có hình dáng của xe-men-tit là hoa tuyết vì vậy dẻo hơn.